# 韦达桑杜尔
韦达桑杜尔（Vedasandur），是印度泰米尔纳德邦Dindigul县的一个城镇。总人口10944（2001年）。

## 人口
该地2001年总人口10944人，其中男性5596人，女性5348人；0—6岁人口1807人，其中男1187人，女620人；识字率75.37%，其中男性为80.90%，女性为69.60%。